# Керем Демірбай
Керем Демірбай (нім. Kerem Demirbay, нар. 3 липня 1993, Гертен, Німеччина) — турецький футболіст, півзахисник клубу «Галатасарай».
Виступав, зокрема, за клуби «Гамбург», «Кайзерслаутерн» та «Баєр» (Леверкузен), а також національну збірну Німеччини.

## Клубна кар'єра

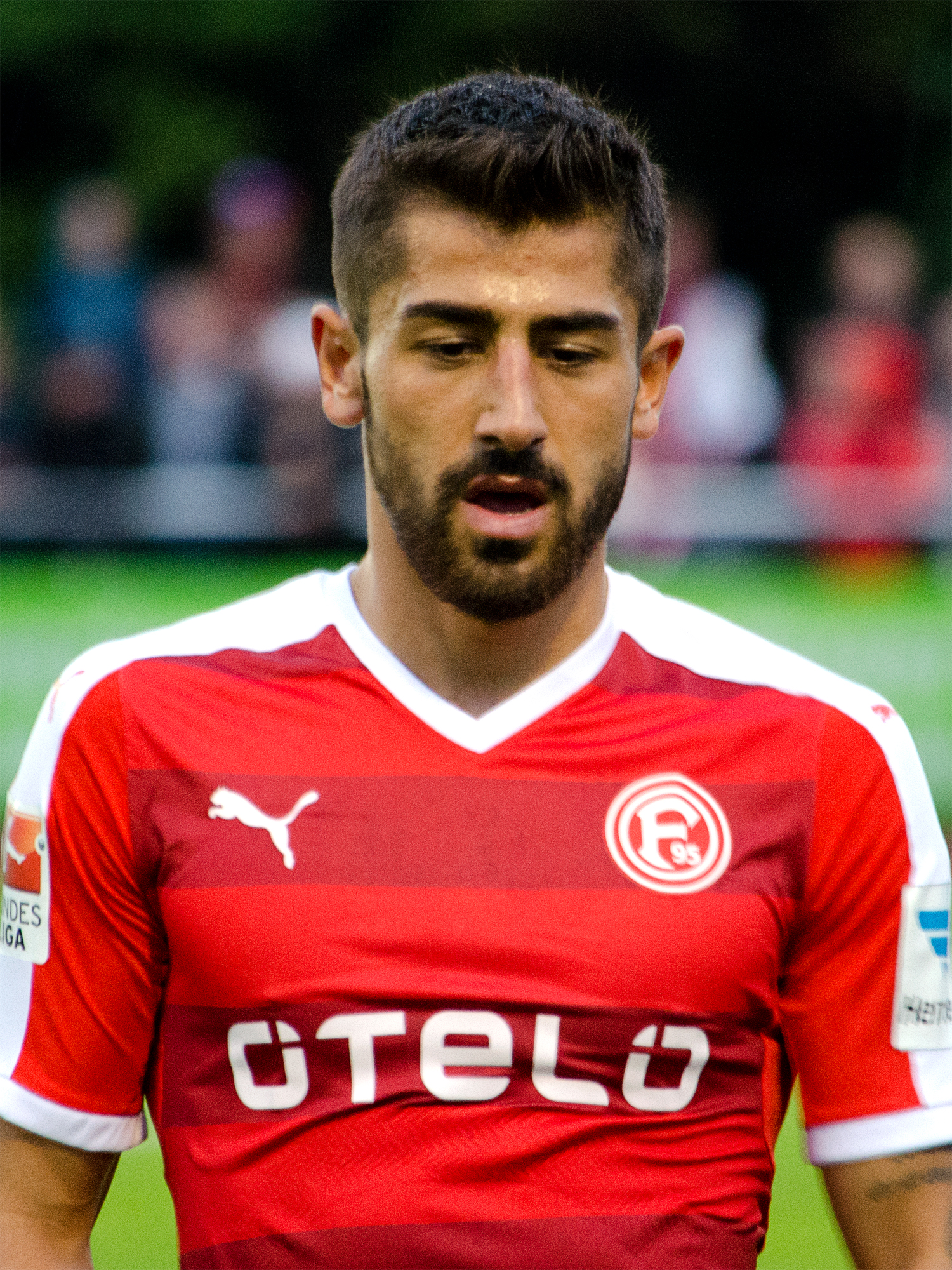
Демірбай у складі «Дюссельдорфа, 2015»

Народився 3 липня 1993 року в місті Гертен. Вихованець юнацьких команд футбольних клубів «Шальке 04», «Боруссія» (Дортмунд), «Ваттеншайд 09» та «Боруссія» (Дортмунд).
У дорослому футболі дебютував 2012 року виступами за другу команду клубу «Боруссія», в якій провів один сезон, взявши участь у 28 матчах чемпіонату. 
Своєю грою за цю команду привернув увагу представників тренерського штабу клубу «Гамбург», до складу якого приєднався 2013 року. На контракті у Гамбурзі був три роки, провівши тільки три матчі. Також провів 6 матчів у другій команді «Гамбурга». 
2014 року на правах оренди перейшов до «Кайзерслаутерна», у складі якого провів наступний рік своєї кар'єри гравця.  Більшість часу, проведеного у складі «Кайзерслаутерна», був основним гравцем команди.
Протягом 2015—2016 років також на правах оренди захищав кольори команди клубу «Фортуна» (Дюссельдорф).
До складу клубу «Гоффенгайм 1899» приєднався 2016 року.
2019 року підписав контракт з леверкузенським «Баєр 04».

## Виступи за збірні
2011 року дебютував у складі юнацької збірної Туреччини, взяв участь у 7 іграх на юнацькому рівні, відзначившись одним забитим голом.
Протягом 2012–2015 років залучався до складу молодіжної збірної Туреччини. На молодіжному рівні зіграв у 5 офіційних матчах.
17 травня 2017 року, будучи гравцем молодіжної збірної Туреччини, отримав запрошення приєднатися до складу національної збірної Туреччини на матч проти Косово. Відмовивши туркам, одразу отримав запрошення від Німеччини, на що відповів згодою. 6 червня 2017 року дебютував у офіційних матчах у складі національної збірної Німеччини, вийшовши на заміну у матчі проти Данії.
Увійшов до складу збірної Німеччини для участі у Кубку конфедерацій 2017 року у Росії.

## Сексистський скандал
Демірбай був залучений у скандал, пов'язаний із сексистськими висловлюваннями щодо судді-жінки Бібіани Штайнгаус. Після того як вона вилучила його з поля, він заявив: «Жінкам не місце у футболі». Як результат, отримав п'ятиматчеву дискваліфікацію.
| Дата      | Місто   | Господарі | Результат | Гості     | Турнір           | Голи | Примітки |
| --------- | ------- | --------- | --------- | --------- | ---------------- | ---- | -------- |
| 6-06-2017 | Брондбю | Данія     | 1 – 1     | Німеччина | товариський матч | -    | 77'      |
| Усього    |         | Матчів    | 1         |           | Голів            | 0    |          |

## Титули і досягнення

### Клубні
- Чемпіон Туреччини (2):

«Галатасарай»: 2023-24, 2024-25
- Володар Суперкубка Туреччини (1):

«Галатасарай»: 2023
- Володар Кубка Туреччини (1):

«Галатасарай»: 2024-25

### Збірні
- Німеччина:

Володар Кубка конфедерацій (1): 2017